# Осада Буды (1849)
Осада Буды (венг. Buda ostroma) была частью Войны за независимость Венгрии 1848—1849 годов и стала кульминацией весенней кампании венгерской армии. Она продолжалась с 4 по 21 мая 1849 года и закончилась победой осаждающих венгерских войск.
Будайская крепость не считалась современной даже во время осады 1686 года, а к 1848 году и вовсе устарела. У неё не было защиты от прямого нападения, нормального автономного водоснабжения, крепость можно было обстреливать с окружающих высот.
Когда в январе 1849 года Буда и Пешт были эвакуированы, венгерские войска также покинули Будайскую крепость. Виндишгрец доверил командование гарнизоном генерал-майору Генриху Хенци фон Артурму. Хенци был технически хорошо подготовленным офицером и укрепил старые бастионы и стены, а также построил свайную защиту для акведука, которую он соединил с плацдармом у Цепного моста в Буде. На стенах и в укреплениях он разместил 85, а позднее 92 орудия. Гарнизон состоял из австрийских и большого количества (в основном призванных) итальянских солдат. 24 апреля, когда корпус Елачича покинул столицы и направился в южную Венгрию, Хенци сжег понтонный мост через Дунай.
Во время весенней кампании после освобождения Комарома от имперской осады взятие Буды для венгров казалась самой легкой победой. Военный совет, состоявшийся 29 апреля 1849 года, решил взять Будайский замок, а затем, после прибытия подкреплений из южной Венгрии, двинуться на штурм Вены, чтобы вынудить империю просить мира и признать независимость Венгрии. Венгерские войска, подошедшие к крепости, расположились следующим образом: дивизия Дёрдя Кмети стояла в Визивароше, с ней соединялся III корпус Кароя Кнезича на участке между холмом Кальвария и холмом Киш-Сваб, I корпус Йожефа Надьшандора занял позицию между Кис-Сваб и холмом Кис-Геллерт, участок между холмом Кис-Геллерт и Дунаем занял Лайош Аулих с II корпусом.
4 мая 1849 года Гёргей через военнопленного офицера призвал защитников сдаться, но получил отказ Хенци с угрозой, что если Гёргей не прекратит обстрел стен, то он будет вынужден обстрелять Пешт массированным артогнем. После этого Гёргей стал координировать операции по осаде.
Сначала он послал Кмети к свайной защите для акведука с целью поджечь её. Кмети с двумя шестифунтовыми орудиями и двумя батальонами не смог добиться никаких результатов и сам был ранен. Провал атаки сделал очевидным, что надежды на быстрое взятие крепости нет.
По просьбе Гёргея Рихард Гийон отправил четыре двадцатичетырехфунтовые и одну восемнадцатифунтовую пушки из Комарома в Буду, которые прибыли 8 мая. Тем временем Гёргей приказал построить позиции для батарей. На вершине холма в 580 метрах от стены южного фронта были построены две батареи. Батарейные позиции были готовы 14 мая, а в ночь с 15-го на 16-е были установлены орудия.
Пока шли приготовления к артиллерийскому обстрелу, между осаждающими и осажденными происходили регулярные бои. 5 мая Кмети снова подошёл к акведуку, но Хенци начал обстрел Визивароша, и венгры отступили. 11 мая Хенци приказал совершить вылазку для спасения раненых и больных австрийцев из Визивароша. После отражения первой атаки это удалось во второй раз.
Небольшие стычки продолжились 12 мая, а 13 мая последовала ещё одна артиллерийская дуэль. Хенци также приказал провести интенсивную бомбардировку Пешта, которая велась почти каждый день с 4 мая и особенно 9 и 13 мая, разрушив несколько красивых неоклассических зданий в нижнем течении Дуная.
В ночь на 14 мая имперская артиллерия попыталась разрушить построенный у острова Чепель понтонный мост, отправив по реке 5 брандеров и две баржи, груженные камнями.
16 мая 49 осадных орудий открыли огонь по стенам. 92 крепостные орудия, установленные на валу и плохо прикрытые, были подбиты хорошо замаскированными венгерскими. К вечеру 17-го осаждающие сумели пробить брешь в три метра ширины.
В ночь с 17 на 18 мая Гёргей приказал провести разведку боем, которая при успехе могла перерасти в штурм, но атака не удалась: брешь была недостаточно велика, лестницы были короткими, а местность мешала для подхода. После этой неудачи Гёргей приказал постоянным артогнем беспокоить защитников, а по ночам пехота продвигалась вперед для устройства подходов к стене.
Решающая атака началась в три часа ночи 21 мая, после того как все орудия открыли огонь по крепости, войска I корпуса атаковали с западной стороны, II корпус — юга, III корпус наступал с севера, а Кмети — на акведук. Всего в штурме приняли участие 20 батальонов.
Сначала штурм проходил с трудом, но позже венгры поднялись на террасы при помощи лестниц и сначала взяли южную, а затем и северную части крепости. Был занят замковый сад, упорно защищаемый итальянским батальоном. После того как венгры получили подкрепление, итальянские солдаты немедленно сдались. Последние имперские части отступили во дворец Будайской крепости, где они сдались в 7 утра. Хенци погиб при обороне.
В ходе осады с 4 по 21 мая австрийская армия потеряла 710 солдат, в плен попало 4 200 человек, в том числе 113 офицеров. Битва унесла жизни 370 венгерских солдат, и 670 были ранены.